# 캐리 브래드쇼

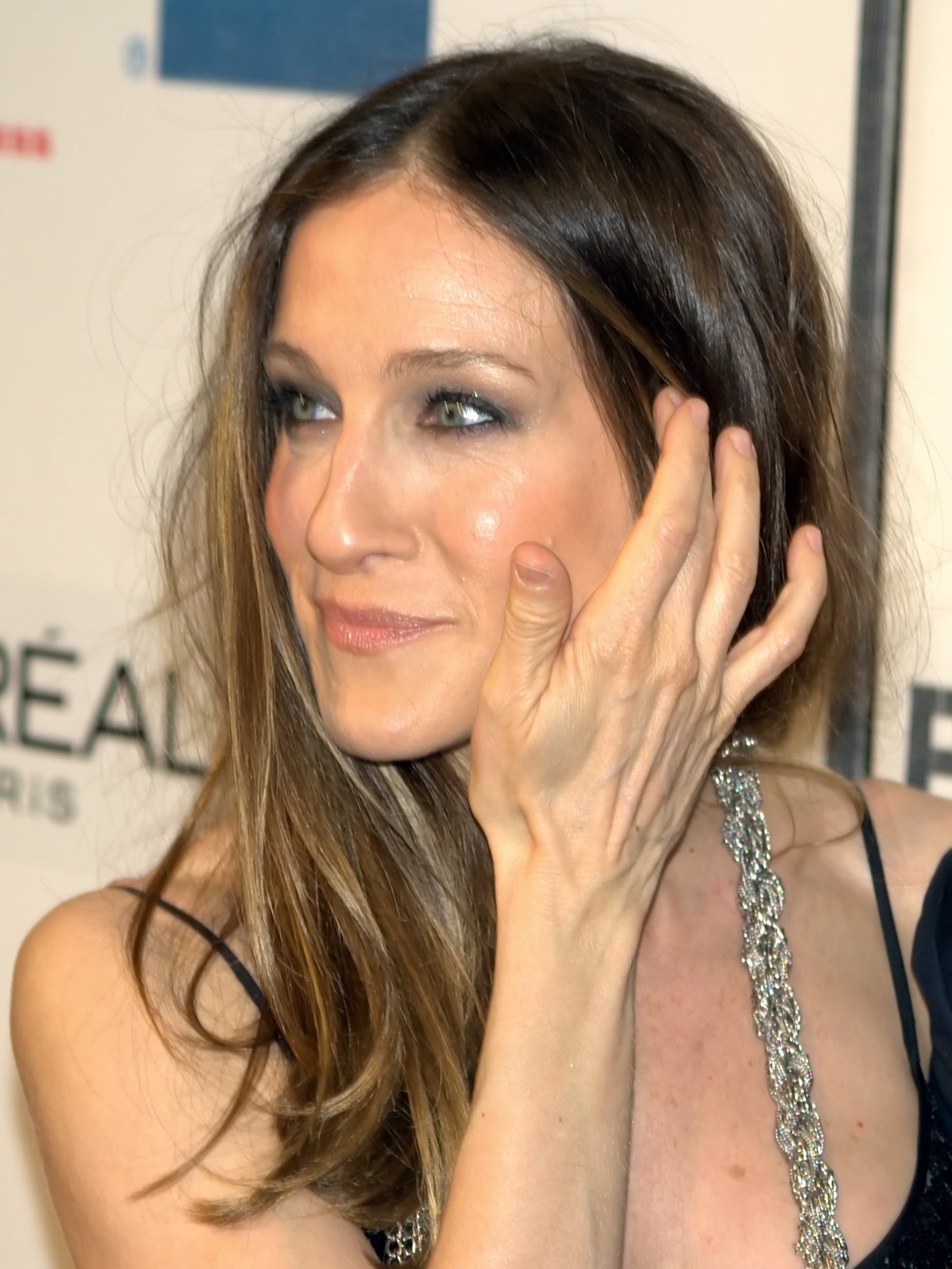

캐리 브래드쇼(Carrie Bradshaw)는 《섹스 앤 더 시티》와 《캐리 다이어리》의 등장인물이다. 배우 사라 제시카 파커가 해당 역을 맡았다.